# Jatropha breviloba
Jatropha breviloba är en törelväxtart som först beskrevs av Thomas Morong, och fick sitt nu gällande namn av Ferdinand Albin Pax och Käthe Hoffmann. Jatropha breviloba ingår i släktet Jatropha och familjen törelväxter. Inga underarter finns listade i Catalogue of Life.